# بادة (همت أباد)
بادة (بالفارسية: باده) هي مستوطنة تقع في إيران في قسم همت أباد الريفي. يقدر عدد سكانها بـ 375 نسمة .